# Pozán de Vero
Pozán de Vero – gmina w Hiszpanii, w prowincji Huesca, w Aragonii, o powierzchni 14,75 km². W 2011 roku gmina liczyła 243 mieszkańców.